# Inbördeskrig

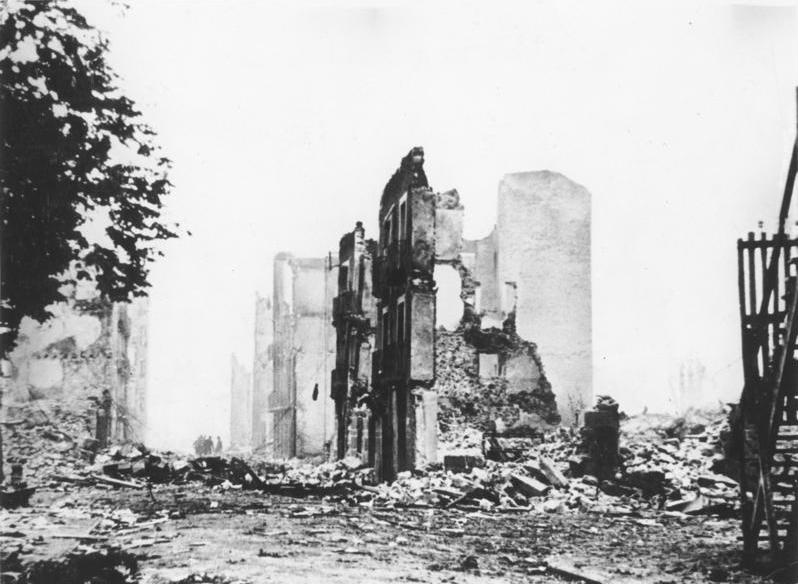
Ruiner av Guernica, förstörda under spanska inbördeskriget.

Ett inbördeskrig, borgerligt krig och även kallat icke-internationell väpnad konflikt, är ett krig i vilket de stridande parterna tillhör samma land eller rike, i stället för traditionellt krig, där land slåss mot land. Det handlar ofta om en gerilla som kämpar mot regeringens polis och militär. Ett inbördeskrig kan vara en fas i en statskupp eller revolution, där parterna strider om att regera landet. Det kan också vara ett separatistkrig eller frihetskrig där en del av ett land strävar efter självständighet. Inbördeskrig brukar ofta medföra stora förluster för de båda stridande parterna och krigen brukar även medföra många civila dödsoffer. Resurstillgångar brukar också ta stor skada. Ett blodbad eller en massaker är inte samma sak som ett inbördeskrig. En mindre konflikt som ett uppror eller ett upplopp är inte heller ett inbördeskrig.
Inbördeskrig har sedan slutet av andra världskriget pågått, i genomsnitt, i fyra år, som är en hög ökning från den medellängden på ett och ett halvt år som var medellängden på ett inbördeskrig mellan åren 1900 och 1944. Alla inbördeskrig efter 1945 har sammanlagt lett till att 25 miljoner människor har dött. Många inbördeskrig har haft följd till att landet där kriget utspelar sig har hamnat i en ekonomisk kris. Mellan åren 1816 och 1997 utkämpades 213 stycken inbördeskrig, 104 av dem inträffade mellan åren 1944 och 1997. 120 inbördeskrig mellan åren 1816 och 2007 har krävt mer än tusen dödsoffer.

## Definition

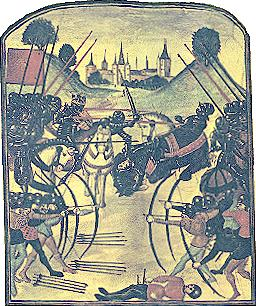
Slaget vid Tewkesbury (1471) i England.

James Fearon, som är en forskare vid Stanford University, har beskrivit inbördeskrig som "en våldsam konflikt inom ett land som utkämpas av organiserade grupper som strävar efter att ta makten i antingen en del av landet eller hela regionen. Det kan även vara ett försök att ändra regeringens politik". Akademiker har olika uppfattningar om när inre oroligheter blir till ett inbördeskrig. Vissa politiska forskare definierar ett inbördeskrig som ett uppror som har mer än 1000 dödsoffer, medan andra forskare anser att minst 100 dödsoffer måste komma från båda stridande parter.

### Ytterligare definitioner
Genèvekonventionerna definierar inte specifikt termen 'inbördeskrig'. Däremot beskriver de kriterier för handlingar som klassificeras som "väpnad konflikt som inte är av internationell karaktär", som då innefattar inbördeskrig. Bland de kriterierna finns fyra krav för att det ska kallas inbördeskrig:
- Gruppen i uppror måste vara i besittning av en del av det nationella territoriet.
- Den revolterande civila myndigheten måste ha en de facto kontroll över befolkningen inom viss del av det nationella territoriet.
- Gruppen i uppror måste ha en viss mängd erkännande som krigförande.
- Den rättsliga regeringen är "skyldig att använda sig av vanliga militära styrkor mot rebeller organiserade som militära."

## Orsaker till inbördeskrig

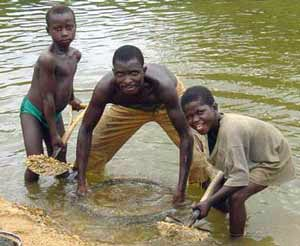
Ett ekonomiskt beroende av råvaror, såsom på denna bild, där diamanter blir utgrävda av barn i Sierra Leone, ökar risken för ett inbördeskrig.

En omfattande studie av inbördeskrig utfördes av en grupp från världsbanken under tidigt 2000-tal. Studien, som kom att kallas The Collier-Hoeffler Model, undersökte 78 stycken femåriga steg då inbördeskrigen inträffade mellan åren 1960 och 1999 samt 1167 stycken femåriga steg hos "vanliga" krig för jämförelse. De faktorer som visat sig ha en stor effekt på risken för att ett inbördeskrig skulle uppstå i en period på fem år var:
Tillgång till finansiering
En stor del av råvaror i exporten ökar risken för en konflikt. Ett land som har stor risk för ett inbördeskrig på den ekonomiska fronten, är ett land som har råvaror som omfattar 32 % av bruttonationalprodukten. Ett sådant land har då 22 % risk att hamna i ett inbördeskrig i en period på fem år, medan ett land utan primär varuexport har en 1 % risk. Ett land med ett relativt lågt beroende av oljeexport har en något mindre risk för ett inbördeskrig, medan ett högt oljeberoende land leder till en något större risk för ett inbördeskrig. Författarna till studien tolkar detta som ett resultat av den lätthet som råvaror blir framtvingade eller fångade jämfört med andra former av tillgångar, de tog till exempel att det är lätt att fånga och ha kontroll över produktionen av en guldgruva eller ett oljefält jämfört med tillverkning av klädesplagg.
En annan källa till finansiering är nationell diaspora, som kan finansiera uppror och uppror från utlandet.
Alternativkostnaderna för uppror

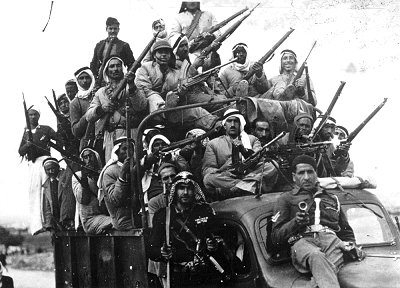
Beväpnade arabiska frivilliga soldater under Inbördeskriget i Palestinamandatet, 1947.

Högre manlig gymnasie-intagning, inkomst per capita och ekonomisk tillväxttakt har alla en betydande effekt för minskad risk för inbördeskrig. Mer specifikt så ger en manlig gymnasie-intagning som är 10 % över genomsnittet en minskning på 3 % för risken för att ett inbördeskrig skulle uppstå i landet. Författarna till studien tolkar dessa tre faktorer som tre viktiga saker som gör att befolkningen inte startar uppror. De formulerade det på ett annat sätt: unga män (som utgör majoriteten av soldater i inbördeskrig) är mindre benägna att ansluta sig till ett uppror om de får en hög utbildning och / eller har en bra lön, som kan göra att männen kommer att lyckas i framtiden. 
Militär fördel
En stor befolkningsspridning och, i lägre omfattning, förekomsten av en bergig terräng ökar riskerna för att ett inbördeskrig ska uppstå. Båda dessa faktorer gynnar rebeller, eftersom en stor befolkningsspridning gör det svårare för myndigheter att kontrollera rebeller som inte är placerade i en enda del av ett land, medan förekomsten av en bergig terräng gör att rebeller kan söka skydd i grottor.
Klagomål

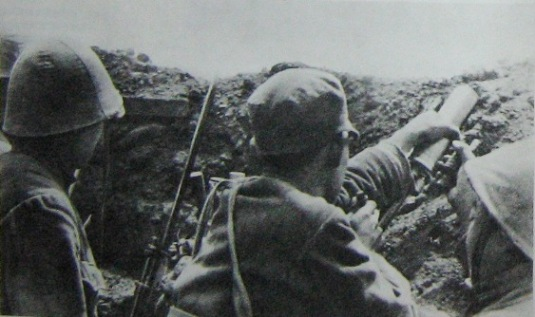
Kommunistiska soldater under slaget vid Siping, kinesiska inbördeskriget, 1941.

Teorin om att inbördeskrig börjar på grund av personlighetsfrågor, snarare än ekonomi - var betydelsefull för statistiken, inklusive ekonomisk jämlikhet, politiska rättigheter, rasskillnader och religiösa fanatiker. Endast rasskillnader, de fall där den största etniska gruppen består av majoriteten av befolkningen, ökade risken för ett inbördeskrig. Ett land som kännetecknas av en stor etnisk grupp har nästan dubbelt så stor chans att ett inbördeskrig uppstår. I studien tolkas detta som om att minoritetsgrupper är mer benägna att revoltera om de känner att de är dominerade av en större etnisk grupp, men att uppror är mer sannolikt att inträffa desto mer homogen befolkning och därmed blir rebellerna mer sammanhållna.
Folkmängd
Alla faktorer som påverkar riskerna för att ett inbördeskrig skulle uppstå ökar om folkmängden är stor. Risken för ett inbördeskrig ökar ungefär proportionellt med storleken på ett lands befolkning.
Tid
Ju mer tid som har gått sedan det senaste inbördeskrig, desto mindre risk är det att en konflikt skulle uppstå. Studien visade två möjliga förklaringar till detta: en möjlighetsbaserad förklaring och den andra var klagomåls-baserad. Den gångna tiden kan representera avskrivningen av vilket kapital som upproret slogs över och ökar därför möjligheten att starta om konflikten. Alternativt så kan den gångna tiden representera en gradvis process för att återfunna gamla hat.
Marxistisk analys
Om inbördeskrig - som i Finland 1918 eller i Spanien 1936 - skall beteckna en nations inbördes konflikter är det just klasserna som är förklaringen, menar marxistiska historiker. Uttrycket "Arbetarklassen har ingen nation" svarar mot denna analys: även internationella konflikter är enligt detta perspektiv i grund och botten klassrelaterade konflikter inom det kapitalistiska systemet.

## Varaktighet av inbördeskrig

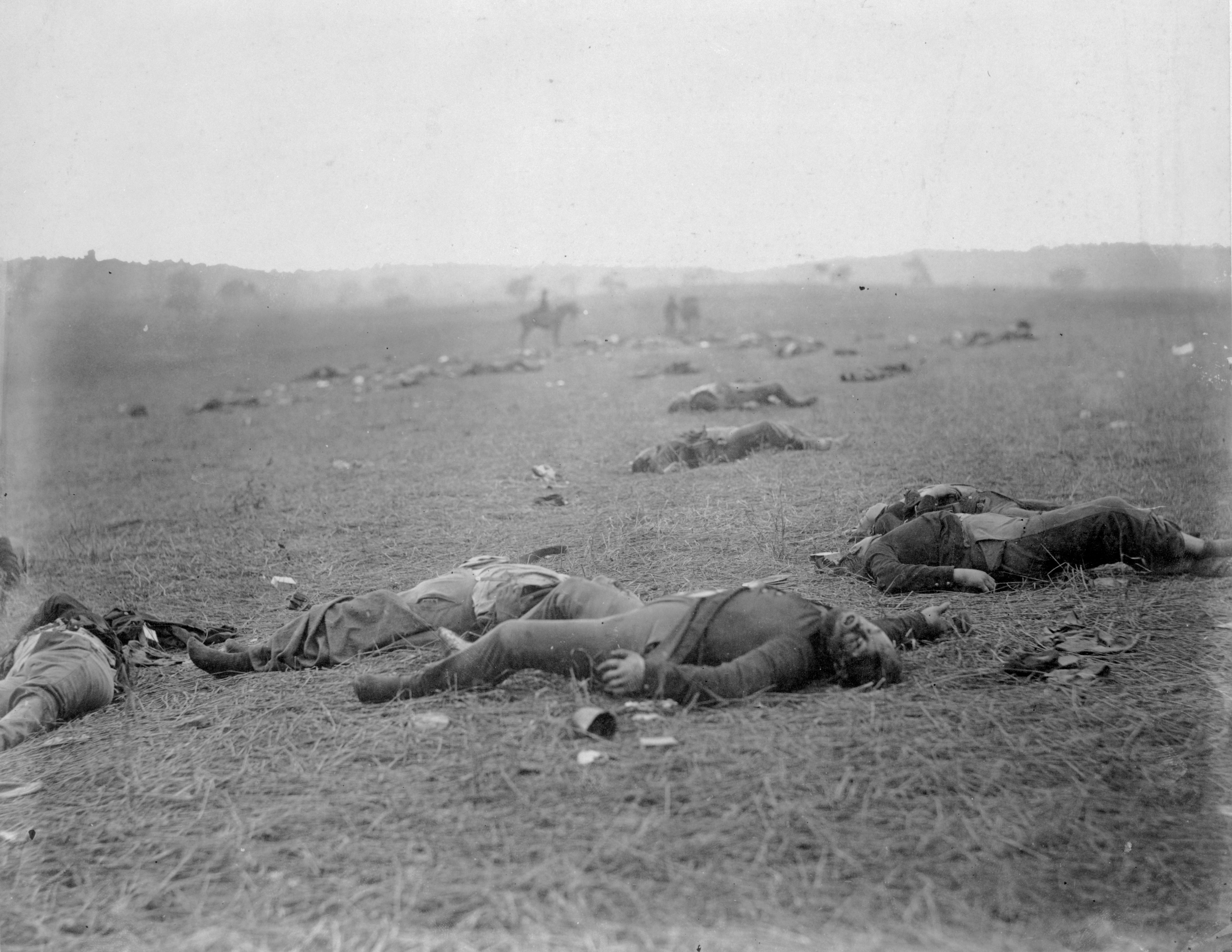
Följdeffekterna av slaget vid Gettysburg, amerikanska inbördeskriget, 1863.

Under 1800-talet i Europa, sjönk längden på inbördeskrig kraftigt, till stor del på grund av de konflikter som strider om ta över makten över staten minskade men även på grund av att regeringar började regera snabbare på uppror samt att länder med ett uppror fick hjälp av andra stater att slå ner upproret. Efter andra världskriget ökade längden på inbördeskrig från den tidigare medellängden. De flesta inbördeskrig uppstår i så kallade instabila stater.

### Inbördeskrig under 1800-talet och tidigt 1900-tal
Inbördeskrig under 1800-talet och tidigt 1900-tal var i allmänhet tämligen korta, medellängden på ett inbördeskrig mellan åren 1900 och 1944 var på ett och ett halvt år. Själva staten där inbördeskrigen uppstod var i nästan alla fall en diktatur och inbördeskrigens casus belli var oftast därför att rebellerna försökte erövra staten. Detta betydde att vem som hade kontroll över huvudstaden kunde oftast slå ner ett uppror. Om ett uppror misslyckades att erövra huvudstaden så blev upprorsmakarna oftast dömda till döden.
De två största ideologierna i världen, monarkism och demokrati, har lett till ett flertal inbördeskrig. Men en värld som är delad mellan de två ideologierna utvecklades inte utan monarkismen var den största under den största delen av perioden. Monarkisterna brukade normalt sett ingripa i andra länders försök att införa demokrati, eftersom det sågs av monarkisterna som både farligt och oförutsägbart att införa en demokrati. Stormakterna under denna tidsperiod brukade ofta blanda sig in i andra länders inbördeskrig. På grund av den stora militära makten som stormakterna hade så gjorde dessa ingripanden att inbördeskrigen ofta slutade väldigt snabbt.

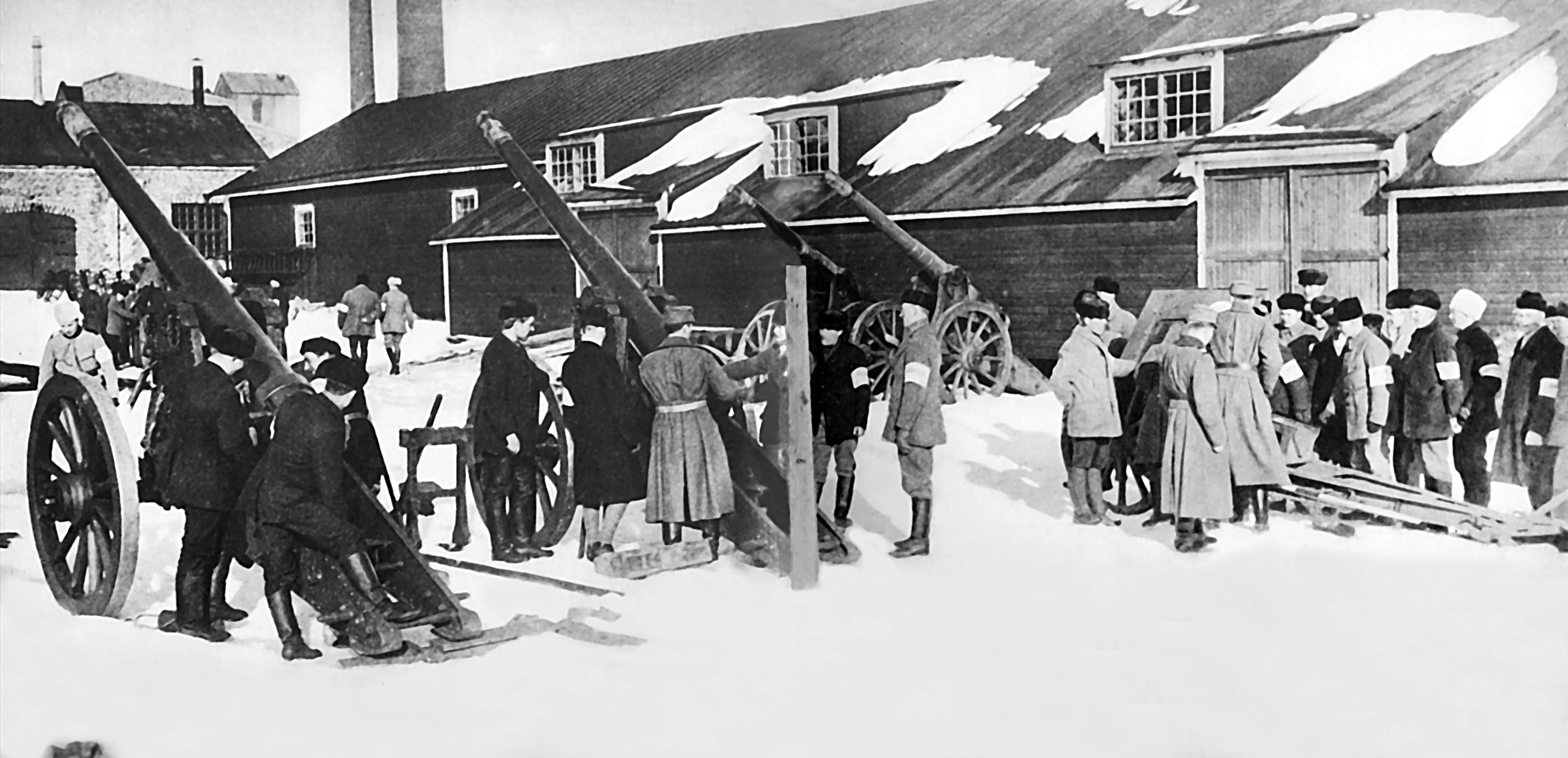
En artilleriskola uppsatt av de vita under finska inbördeskriget, 1918.

Det fanns flera undantag från den allmänna regeln av att inbördeskrigen var korta under denna tidsperiod. Amerikanska inbördeskriget (1861-1865) var utstickande för främst två saker: kriget slogs om regionala områden, istället för politiska ideologier, och det slutade genom utnötning, istället för slag om att erövra landets huvudstad, som var vanligast. Spanska inbördeskriget (1936-1939) var utstickande eftersom båda sidorna av kriget fick stöd från andra stormakter, Tyskland, Italien och Portugal gav stöd till landets motståndsrörelse, medan Frankrike och Ryssland gav stöd åt regeringen.

### Inbördeskrig efter 1945
Under 1990-talet pågick ungefär tjugo inbördeskrig under samma år. Dock hade inte det nya antalet inbördeskrig märkbart ökat. Den kraftiga ökningen på pågående krig efter andra världskriget berodde på att varaktigheten på inbördeskrig hade ökat till över fyra år. Denna ökning berodde bland annat på att antalet stater i världen hade ökat efter 1945 och kalla krigets fientlighet.
Efter andra världskriget förlorade de största Europeiska makterna sina kolonier mycket snabbt. Efter 1980 ändrades länders utformning och endast några få kolonier fanns kvar. Flera stater betydde att fler stater kunde ha längre inbördeskrig. 

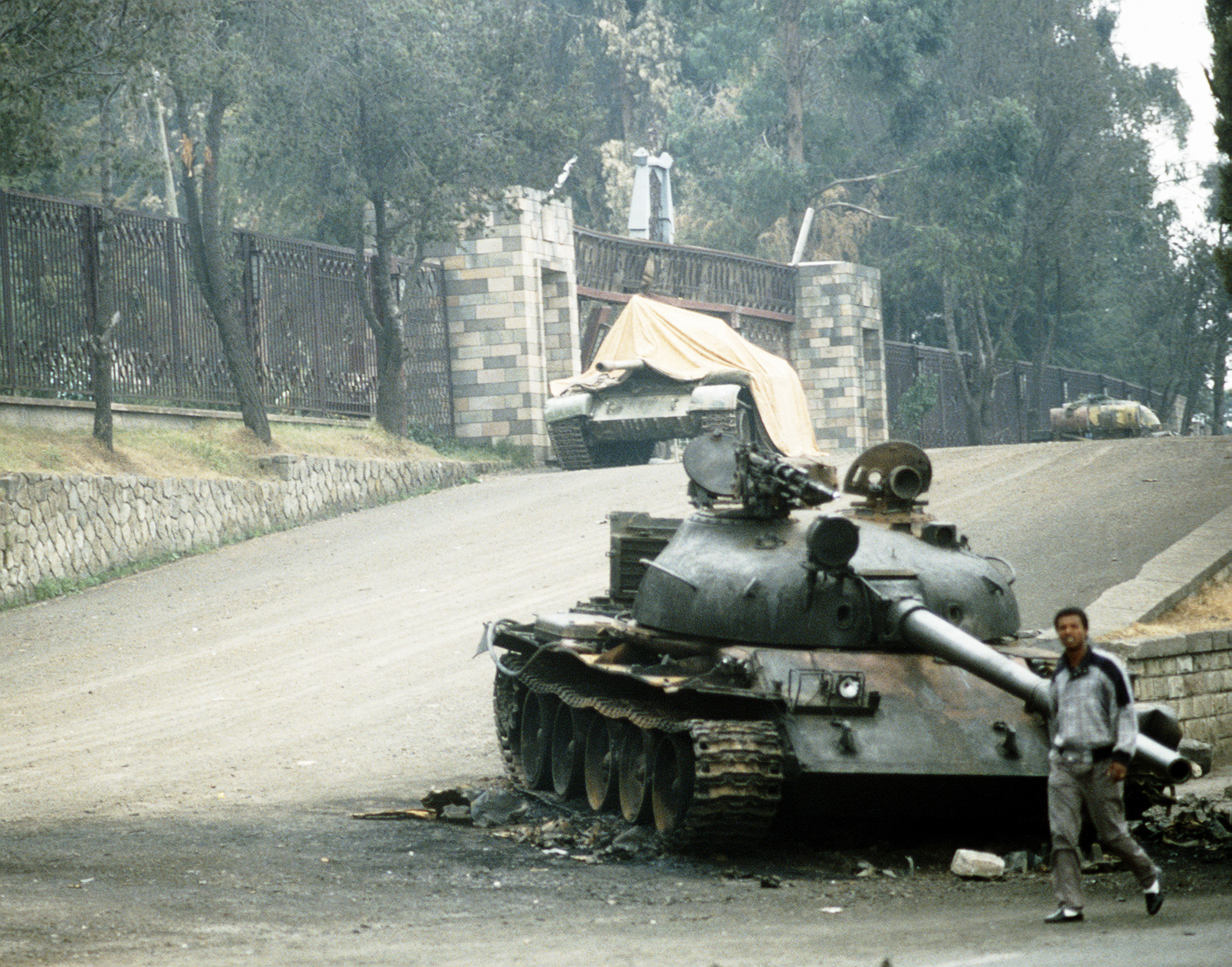
Resterna av en T-62-stridsvagn efter en rebellattack i slutet av inbördeskriget i Etiopien, 1991.

Då stormakterna i världen under efterkrigstiden sågs som de ideologiska staterna så var de egentligen mycket svagare än vad de sade att de var. I västerländska stater var regeringsformen väldigt liknande varandra. Utvecklingen av starka administrativa strukturer, speciellt de som var relaterade till inhämtning av skatter, är nära förbundet med den intensitet som krigföringen hade under 1600-talet och 1700-talet i Europa. Till exempel hade moderna stater som Tyskland och Italien en regeringsform under 1800-talet som var nära förbundet med de regeringsformer som Preussen och Sardinien hade som ledde till ett flertal inbördeskrig. Den västerländska processen att skapa effektiva och opersonliga byråkratier, utveckla ett effektivt skattesystem och att integrera det nationella territoriet fortsatte in till 1900-talet. Så sent som under andra världskriget, så kunde inte några franska värnpliktiga från landsbygden nämna det land som de stred för. Västerländska stater som överlevde in till andra halvan av 1900-talet ansågs som starka stater eftersom de lyckades att utveckla institutionella strukturer och den militära styrka som behövdes för att beskydda sina grannländer.

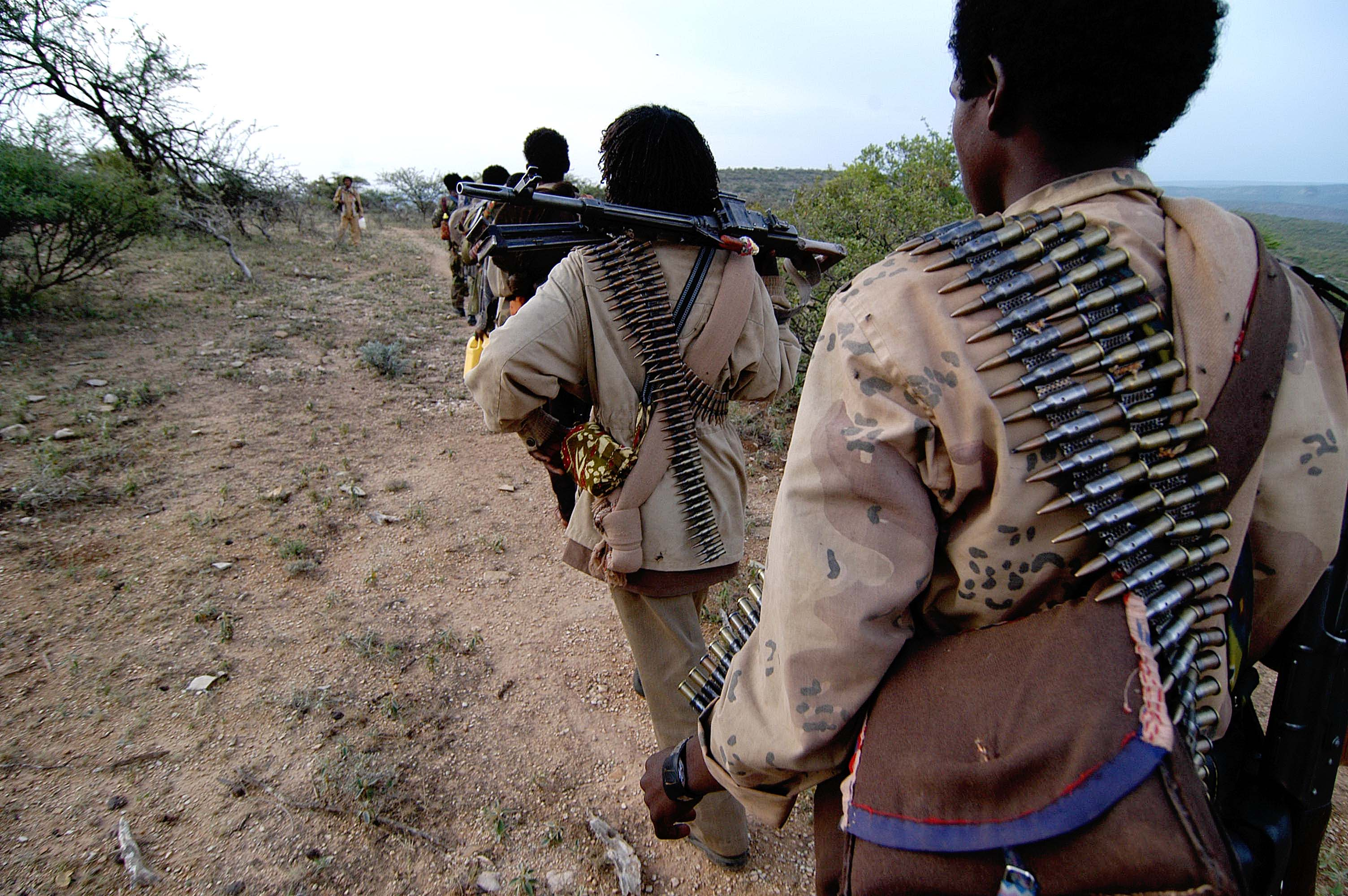
En grupp somaliska rebeller i Etiopien, 2006.

Avkolonisering var helt och hållet något nytt för staternas regeringsform. De flesta imperiala stater hade inte förutsett att deras kolonier skulle förklara sig självständiga, till exempel hade Storbritannien gett Indien och Sri Lanka, en begränsad självständighet, samtidigt som de behandlade Brittiska Somaliland som lite som en handelspost, medan alla större beslut som fattades för Franska kolonier gjordes i Paris och Belgien som gjorde att alla självständighetsförsök blev omöjliga att genomföra tills kolonierna fick sin självständighet 1960. Precis som västerländska stater från tidigare sekel, så hade inte de före detta kolonierna någon självständig byråkrati, vilket ledde till att besluten som fattades baserades på att förbättra samhället i helhet istället för att reagera på korruption och nepotism som arbetar för att förbättra landet för en enda grupp. I sådana situationer manipulerade fraktioner staten till att gynna sig själva. Bland de få stater som tjänade på att avkoloniseringen är Indien. Även Uganda, Malaysia och Angola ses av vissa som att ha tjänat på avkoloniseringen. Flera stater som blev självständiga under 2000-talet blev utfattiga, med en minimal administrativ kapacitet när de möttes med flera krav som de behövde klara av för att bli en modern stat. Sådana stater anses som "svaga" eller "instabila", så kallade instabila stater. Den "starka-svaga" kategoriseringen av länder är inte samma som "västerländsk-inte västerländsk", eftersom vissa sydamerikanska stater som Argentina och Brasilien och vissa mellanösterska stater som Egypten och Förenade arabemiraten anses att ha "starka" administrativa strukturer och ekonomisk infrastruktur.

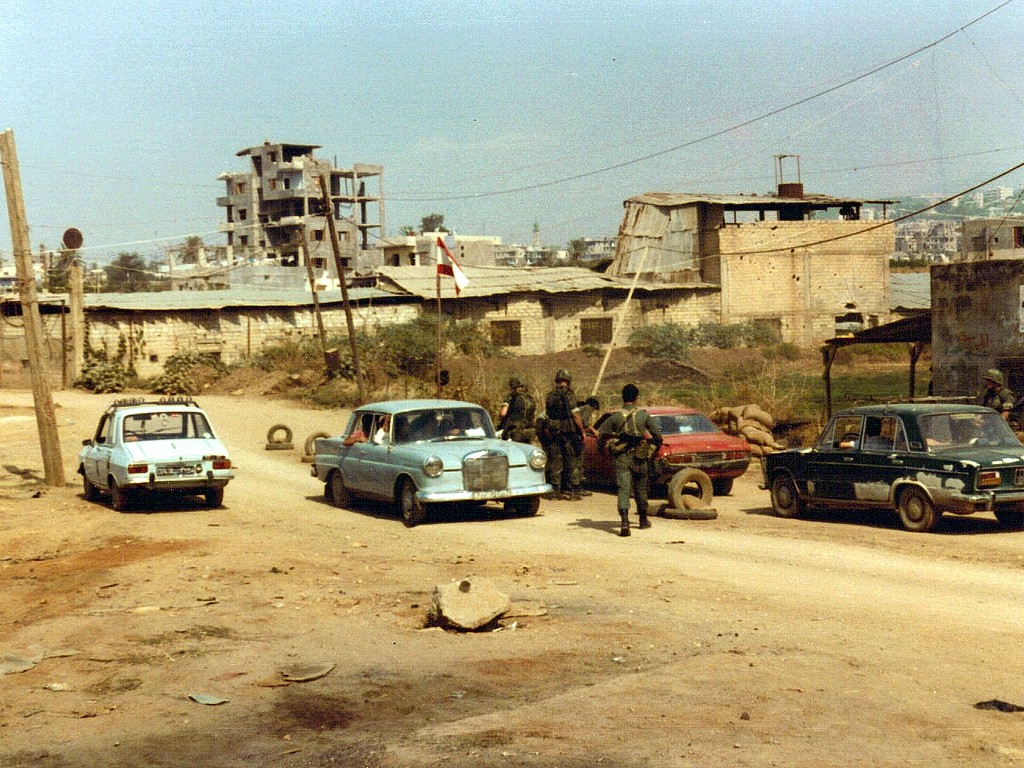
En kontrollstation bemannad av libanesiska soldater och amerikanska marinsoldater, under libanesiska inbördeskriget 1982.

Historiskt sett har det internationella samhället riktat in sig på att erövra nya landområden. Men det internationella samhällets normer efter andra världskrigets slut säger att man ska behålla och stödja mindre, svagare, stater. En svag status ges de jure självständigt jämlikt till alla andra stater, även när de inte har en de facto självständighet eller om de har kontroll över sitt eget territorium, inkluderat att de får ett internationellt diplomatiskt erkännande och ett säte i Förenta nationerna. Det internationella samhället ger ofta stöd till svagare stater, som hjälper staterna att upprätthålla en fungerade modern stat genom att ge dem det framträdande som staten kan ta emot för att kontrollera landet. När en stark internationell lag-regim och normer mot territoriellt erövrande finns så minskar det kraftigt på inbördeskrigen. Militär aggression som leder till territoriella erövringar gör det alltmer sannolikt att det tvingas fram internationellt fördömande, diplomatiska misstroendevotum, en minskning av det internationella biståndet eller införandet av ekonomiska sanktioner, som i invasionen av Kuwait av Irak då internationella militära insatser användes för att vända den territoriella aggressionen av Irak.
Det har funnits flera internationella ingripanden i inbördeskrig sedan 1945 som har gjort att krigen har blivit utvidgade. Då ingripanden har försökts ända sedan det har funnits ett internationellt system så har meningen med ingripanden ändrats mycket. Det blev vanligt att staten och motståndsrörelsen fick utländskt stöd som gjorde att krigen fortsatte längre än vad resurserna i landet klarade av. Supermakter har alltid ingripit i olika inbördeskrig som påverkade deras intressen, medan långväga makter som USA brukar ingripa i inbördeskrig som egentligen inte tjänar deras intressen. Men den höga folkmängden som de svaga staterna hade efter 1945 tillät ingripande av före detta kolonialmakter, regionalmakter och angränsande stater som ofta hade få resurser. På ett ungefär så har ett inbördeskrig som inte får något ingripande av en utländsk makt en varaktighet som är 300 % längre än vad de inbördeskrig som inte får något ingripande av någon utländsk makt.

### Effekten av kalla kriget
Kalla kriget (1945-1989) gav ett globalt nätverk och idealistisk stöd som bevarade inbördeskrig som streds i huvudsak i före detta kolonier, istället för att relativt starka stater som de som var med i antingen Warszawapakten eller i NATO. I vissa fall brukade supermakter lägga in kalla krigets ideologier till lokala konflikter. Inbördeskrig som hade för eller antikommunistiska styrkor varade 141 % längre än vad ett vanligt inbördeskrig var, medan ett inbördeskrig under kalla kriget som blev ingrippet av en supermakt varade ungefär tre gånger längre än andra inbördeskrig. Slutet av kalla kriget som ledde till Berlinmurens fall år 1989 ledde till en minskning på de inbördeskrig under kalla kriget på 92 %.